# Arno Strobel
Arno Strobel (ur. 18 sierpnia 1962 w Saarlouis) – niemiecki pisarz specjalizujący się w powieściach kryminalnych.

## Życiorys
Studiował technologię instalacji budowlanych w Berlinie. Pracuje w Luksemburgu, jako twórca projektów informatycznych w niemieckim banku. Mieszka z rodziną (żona i trójka dzieci) w pobliżu Trewiru, a część akcji jego powieści jest osadzona w realiach tego miasta. Zaczął pisać mając około czterdzieści lat.

## Powieści
Wydane powieści:
- Magus – Die Bruderschaft, 2007,
- Castello Cristo, 2009,
- Der Trakt, 2010, (j.pol. Trakt),
- Das Wesen, 2010, (j.pol. Istota),
- Das Skript, 2012, (j.pol. Schemat),
- Der Sarg, 2013,
- Das Rachespiel, 2014,
- Das Dorf, 2014.
- Die Flut, 2016

Ponadto wydał powieść sensacyjną dla młodzieży - Abgründig (2014).

## Treść powieści

### Istota
Psychiatra Joachim Lichner opuścił Zakład Karny w Hagen w 2007. Wcześniej skazano go w procesie poszlakowym, za porwanie i okrutny mord na kilkuletniej dziewczynce - Juliane Körprich w 1994. W 2009 ginie kolejna dziewczynka, a tropy ponownie prowadzą do Lichnera. Komisarze Berndt Menkchoff i Alex Seifert z policji w Akwizgranie prowadzą śledztwo w tej sprawie, sięgając jednocześnie do materiałów z 1994. 

### Schemat
Powieść pudełkowa. Christoph Jahn napisał wstrząsającą powieść kryminalną o seryjnym mordercy, obdzierającym ze skóry młode kobiety. Na ich wygarbowanej skórze zamieszczał fragmenty swoich słabo sprzedających się powieści, zwiększając zyski własne i wydawnictwa. Podobna sytuacja zdarza się w rzeczywistości - początkowo w Kolonii, a następnie w Hamburgu, który jest głównym miejscem akcji. Seryjny morderca kopiuje zdarzenia z powieści Jahna, a kopią okładki książki Jahna i jej tytułu (Schemat) jest powieść Strobela. Śledztwo prowadzą nadkomisarz Andrea Matthiessen i starszy komisarz Stephan Erdmann z Hamburga. W jednym miejscu pojawia się też postać komisarza Berndta Menkchoffa z Istoty.